# Okręg wyborczy Peckham
Okręg wyborczy Peckham powstał w 1885 r. i wysyłał do brytyjskiej Izby Gmin jednego deputowanego. Okręg został zniesiony w 1997 r. a przywrócony w 2023 roku.

## Deputowani do brytyjskiej Izby Gmin z okręgu Peckham
- 1885–1892: Arthur Baumann
- 1892–1906: Frederick Banbury, Partia Konserwatywna
- 1906–1908: Charles Goddard Clarke
- 1908–1910: Henry Gooch
- 1910–1922: Albion Richardson, Partia Liberalna
- 1922–1924: Collingwood Hughes, Partia Konserwatywna
- 1924–1929: Hugh Dalton, Partia Pracy
- 1929–1931: John Beckett, Partia Pracy
- 1931–1936: David Beatty, wicehrabia Borodale, Partia Konserwatywna
- 1936–1950: Lewis Silkin, Partia Pracy
- 1950–1974: Freda Corbet, Partia Pracy
- 1974–1982: Harry Lamborn, Partia Pracy
- 1982–1997: Harriet Harman, Partia Pracy
- 1997-2024: okręg zniesiony
- 2024- : Miatta Fahnbulleh, Partia Pracy